# Lubiąż

Historyczny herb dawnego miasta Lubiąż

Lubiąż (niem. Leubus) – wieś (w latach 1249–1844 miasto) w Polsce położona w województwie dolnośląskim, w powiecie wołowskim, w gminie Wołów, przy przeprawie przez Odrę, w odległości 54 km od Wrocławia.

## Podział administracyjny
W latach 1954–1972 wieś należała i była siedzibą władz gromady Lubiąż. W latach 1973–1977 miejscowość była siedzibą gminy Lubiąż. W latach 1945–1998 miejscowość położona była w województwie wrocławskim.

## Demografia
Lubiąż w 1844 roku utracił prawa miejskie, posiadając jedynie 572 mieszkańców. Ponad półtora wieku później miejscowość była zamieszkana przez 2180 osób (stan na 31.12.2006). Według Narodowego Spisu Powszechnego (III 2011 r.) liczyła 2365 mieszkańców. Jest największą miejscowością gminy Wołów.

## Nazwa
Pierwsza wzmianka o miejscowości w formie Lubens pochodzi z 1175 roku. Nazwa była później notowana także w formach Lubens (1177), Lubens (1200-01), Lubens (1205), Lvbens (1217), Lubes, Lubensis (1225), Lubicensis (1253), Lubes (1254), Lubens (1269-73), Leubus (1281), Leubus (1284), Leubus (1292), Lubens (1293), Leubeys, Lubicensis (ok. 1300), Leubus (1329), zu Lubens (1338), Lubus (1395), Leubes (1537), Leubus (1601), Leubus (1292), Leubus, Lubensis, Lubense (1679), Leubus (1787), Leubus (1845), Leubus, Lubiąż (1941), Leubus – Lubiąż, -a, lubiąski (1946).
Nazwa pochodzi od nazwy osobowej *Lubięga i została utworzona przez dodanie przyrostka -jь. Nazwa została zniemczona początkowo jako Lubens, później Leubus.

## Historia

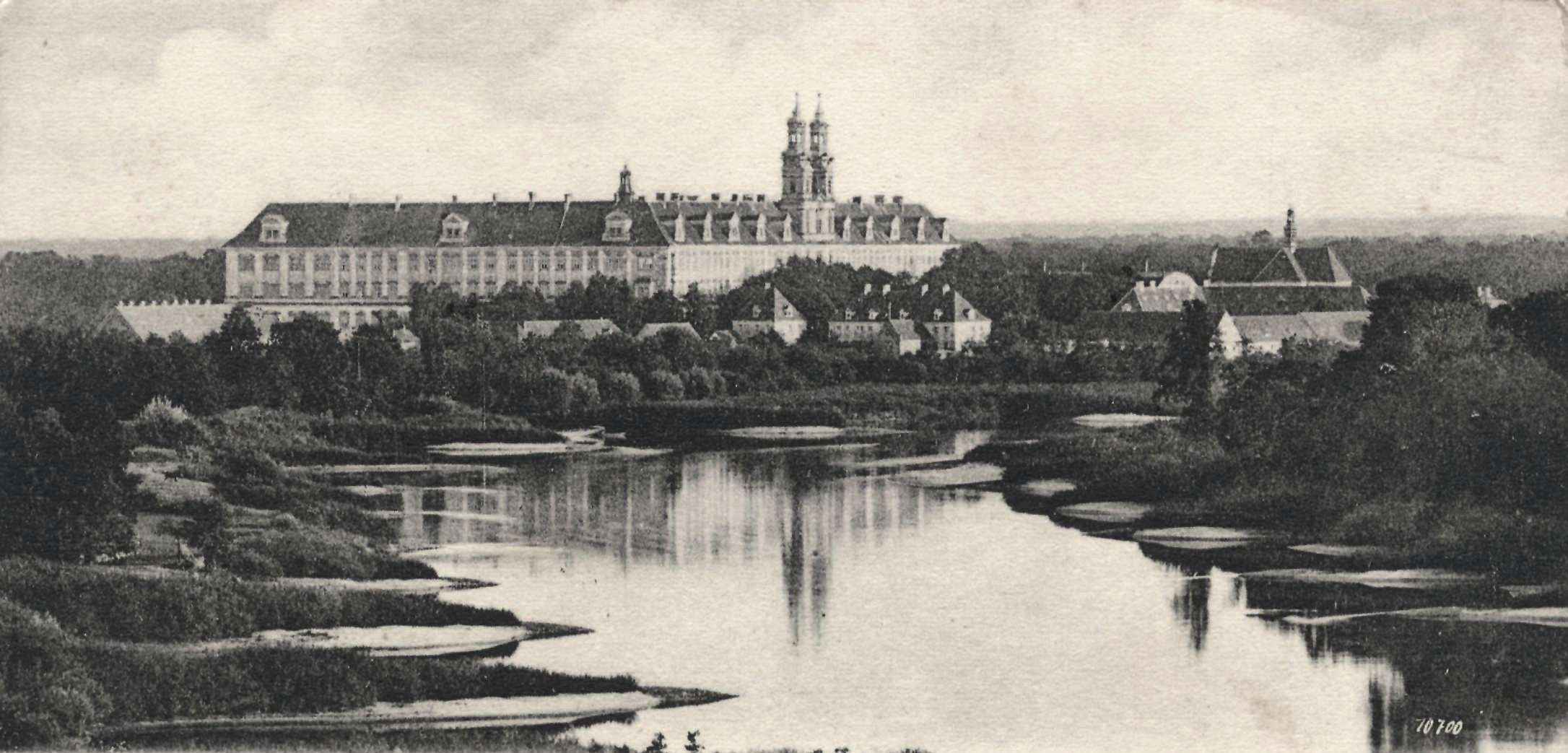
Opactwo w Lubiążu od strony Odry, 1900 r.

W 1163 roku nastąpiło tu pierwsze na Śląsku osadzenie zakonu cystersów. Dokonał tego książę śląski Bolesław Wysoki. W roku 1212, położona 2 km na północ od klasztoru osada Lubiąż, uzyskała prawo zbytu produktów klasztornych i ostatecznie w 1249 r. została podniesiona do rangi miasta. Jednocześnie wokół klasztoru rozwinęło się oddzielne osiedle o charakterze wiejskim. Obie miejscowości posiadały odrębność administracyjną i były aż do połączenia w XX wieku znane jako Leubus Städtel (Miasteczko Lubiąż) i Leubus Dorf (Wieś Lubiąż).
Miasteczko nigdy nie rozwinęło się w większy ośrodek i w 1844 r. utraciło prawa miejskie, posiadając jedynie 572 mieszkańców. Niekorzystnym dla Lubiąża wydarzeniem było także przejęcie w 1741 r. Śląska przez niechętne katolickim zakonom państwo pruskie. W roku 1810 zakon został sekularyzowany, a w jego murach umieszczono w 1830 r. zakład dla umysłowo chorych. W latach 1902–1910 został on przeniesiony do nowoczesnego kompleksu szpitalnego wybudowanego w północnej części osady, składającego się z kilkunastu gmachów rozmieszczonych w obszernym parku.
Od 1942 w miejscowości przebywali internowani obywatele Luksemburga.
W 1945 r. miejscowość została zajęta przez wojska radzieckie, a następnie przekazana Polsce. Dotychczasowa ludność Lubiąża została wysiedlona do Niemiec. Po wojnie na prowizorycznym cmentarzu poległych żołnierzy radzieckich wzniesiono pomnik ku czci żołnierzy Armii Czerwonej.
Wojenne losy Lubiąża, a przede wszystkim lubiąskiego klasztoru opisał w dwóch książkach reporter i dokumentalista Tomasz Bonek. "Zaginione złoto Hitlera. Bezpieka PRL na tropie skarbu Festung Breslau" to reportaż o poszukiwaniu skarbów w Lubiążu przez najwyższe władze komunistycznej Polski oraz Służbę Bezpieczeństwa. "Komando śmierci. Ostatnia tajemnica KL Gross-Rosen i Kloster Leubus" to natomiast śledztwo dziennikarskie dotyczące badań naukowych nad radiolokacją prowadzonych w lubiąskim opactwie podczas II wojny światowej.  
We wsi była stacja kolejowa Lubiąż.

## Zabytki
Do wojewódzkiego rejestru zabytków wpisane są:
- kościół parafialny pw. św. Walentego, barokowy z lat 1734–1735 – XVIII w.
- Opactwo Cystersów w Lubiążu – monumentalne założenie barokowe z lat 1649–1739, jedne z największych i najcenniejszych tego typu w Europie; sekularyzowane w 1810 r., zdewastowane po 1945 r., wraz z otoczeniem w zakolu Odry i Brzeźnicy:
  - kościół klasztorny – bazylika Wniebowzięcia Najświętszej Marii Panny, zbudowana na pozostałościach kościoła romańskiego z XII wieku, w latach: 1270-1340, 1307–1340, 1649-1715
  - pałac opatów, z lat: 1681-1699, 1734-1738 – przełomu |XVII/XVIII wieku
  - klasztor, z lat 1692–1710
  - kościół pomocniczy pw. św. Jakuba, pobenedyktyński z 1150 r., przebudowany około 1700 r.,
  - budynek bramny, z 1601 r., 1710 r.
  - szpital klasztorny, z początku XVIII w.
  - kancelaria klasztorna, z początku XVIII w.
  - budynek oficjalistów, z początku XVIII w.
  - budynek rzemieślników, z początku XVIII w.
  - wozownia, z początku XVIII w.
  - browar i piekarnia, z początku XVIII w., XIX w.
  - stodoła, z końca XIX w.
  - budynek gospodarczy, z 1915 r.
  - most, z początku XVI w.
  - tereny ogrodów i cmentarzy
- kaplica pw. św. Jana Nepomucena, z 1727 r. – XVIII w.
- zespół szpitala dla nerwowo i psychicznie chorych, ul. Mickiewicza 1, z lat 1902–1915:
  - 16 pawilonów szpitalnych
  - budynek administracyjny
  - kuchnia
  - portiernia
  - warsztaty
  - budynek gospodarczy
  - 3 domy mieszkalne
  - piwnica-lodownia
  - park szpitalny z wodnym zbiornikiem wyrównawczym
  - cmentarz
  - ogrodzenie
- wiatrak paltrak, z końca XVIII w.

## Galeria

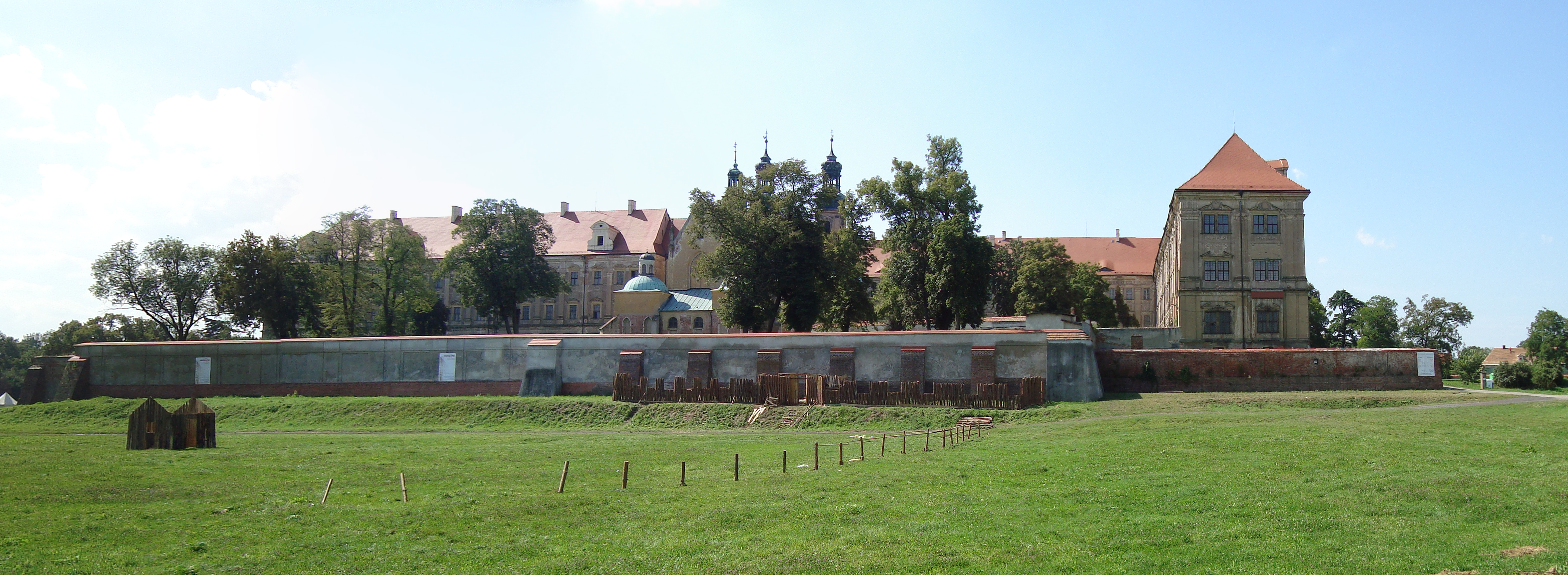
Lubiąż, widok na opactwo
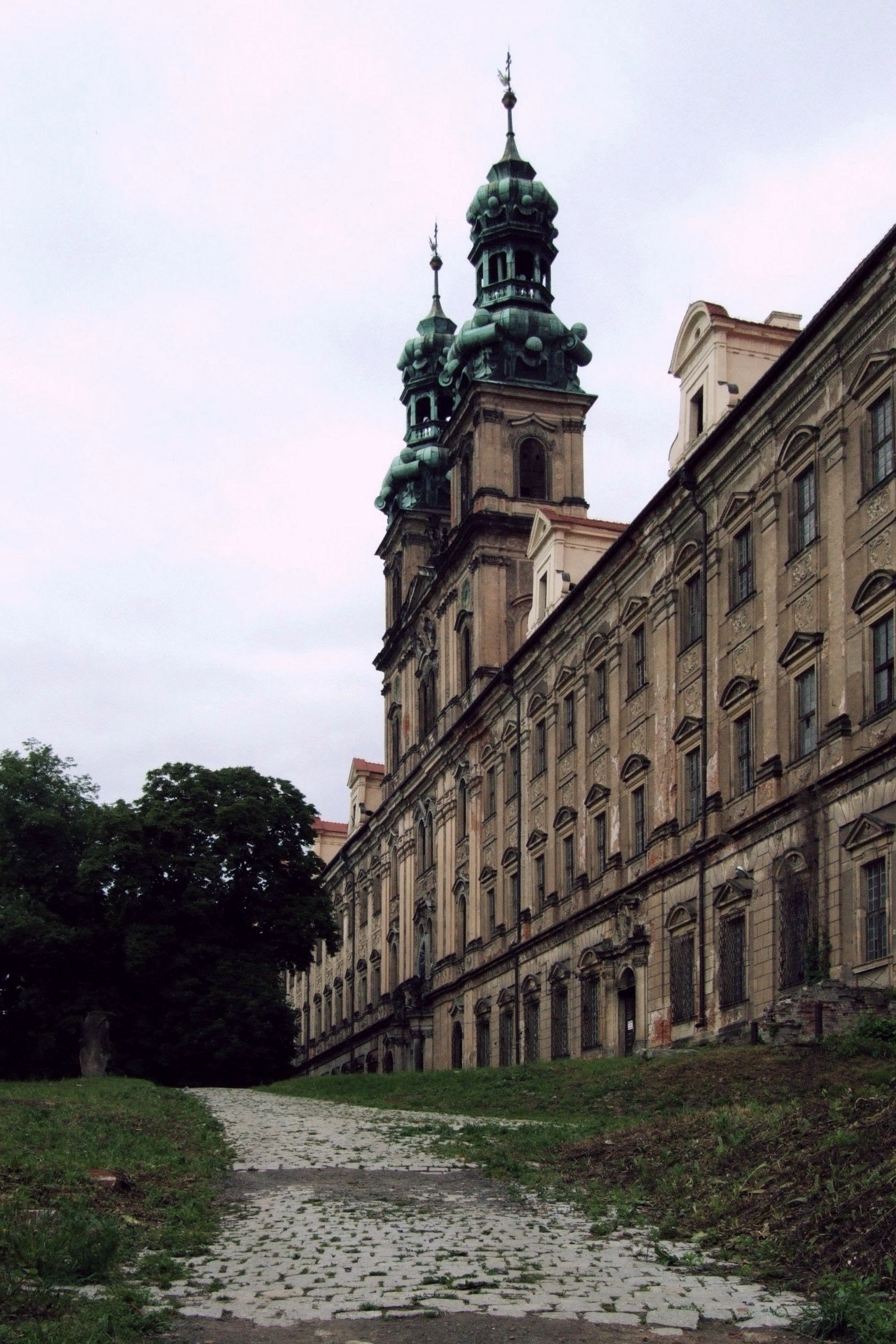
Opactwo w Lubiążu, fasada główna
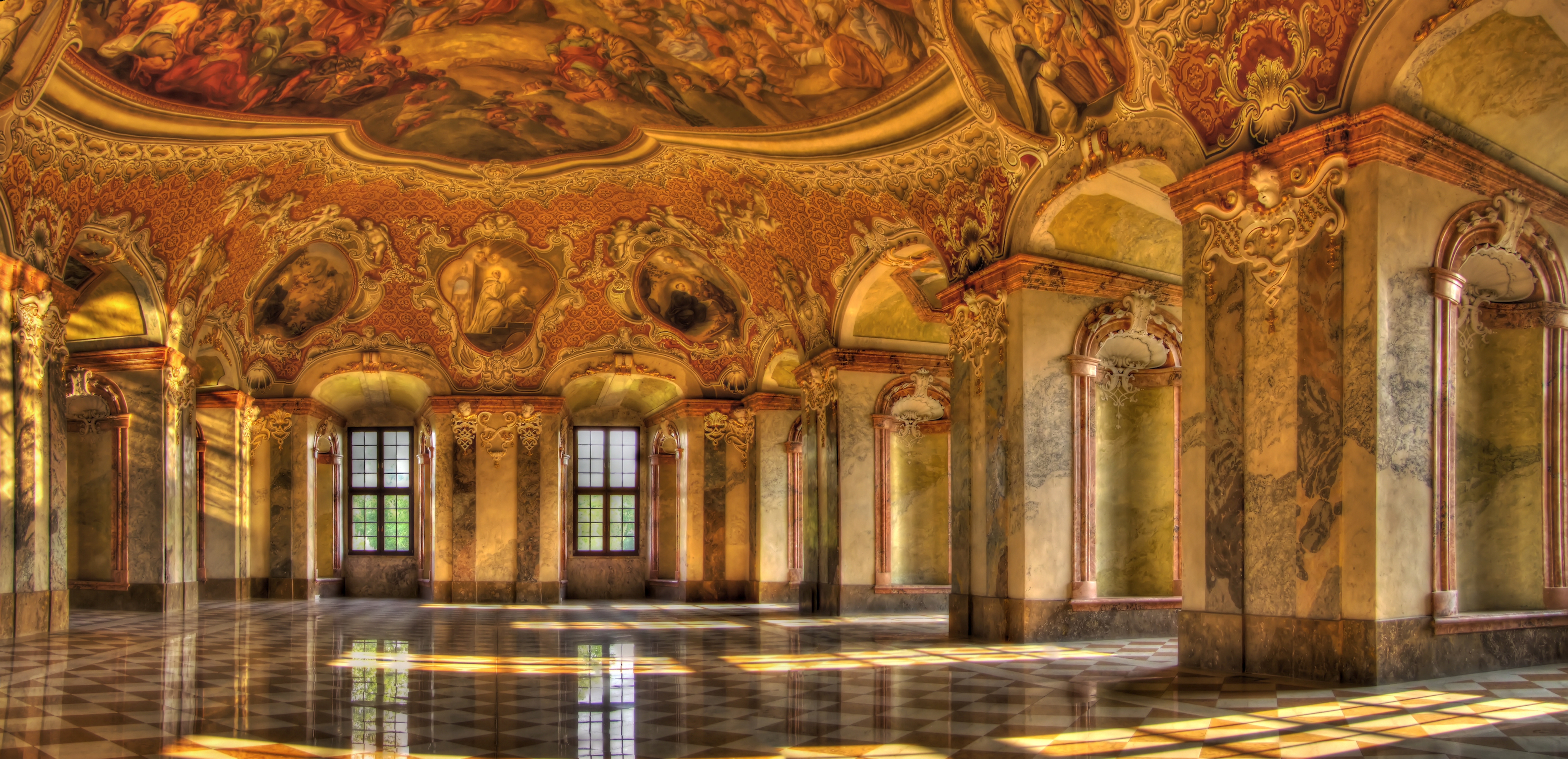
Refektarz klasztorny
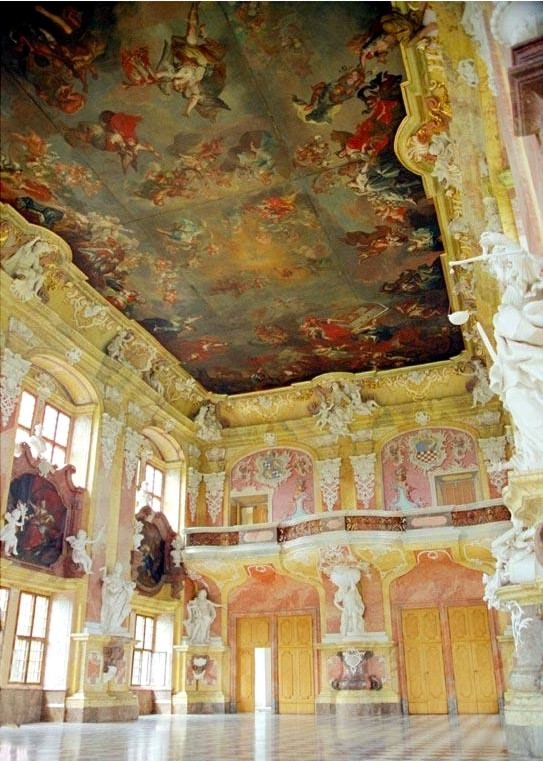
Sala książęca
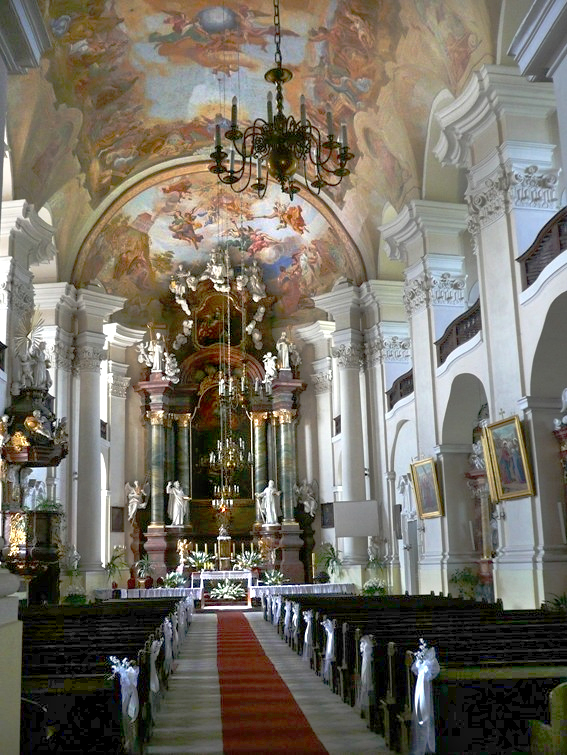
Kościół św. Walentego w Lubiążu, barokowe wnętrze